# Fargodome
O Gate City Bank Field at the Fargodome é um estádio de atletismo, coberto, situado na cidade de Fargo, Dacota do Norte, no campus da Universidade Estadual de Dacota do Norte (NDSU), nos E.U.A.. Inaugurado no final de 1992, o local é propriedade da cidade de Fargo, tendo sido construído em terras universitárias. Sua capacidade de assentos é de 18 700 para jogos de futebol americano e mais de 25 000 para shows.
O estádio é lar da equipe de futebol americano North Dakota State Bison football, que compete na National Collegiate Athletic Association (NCAA), na 1.ª divisão do Football Championship Subdivision (FCS). Antes da temporada de 1993, o Bison jogava no estádio Dacotah Field. O estádio também é palco de muitos grandes concertos, eventos esportivos e feiras.
O Fargodome já sediou eventos tais como o Ringling Bros. e Barnum & Bailey Circus, Monster Jam da USHRA, Rib Fest, World Wrestling Entertainment, World Championship Wrestling e outros eventos locais, regionais e nacionais.
Muitos artistas famosos já tocaram no Fargodome, incluindo Katy Perry, Cher, Guns N' Roses, Fleetwood Mac, Journey, The Rolling Stones, Pearl Jam, Garth Brooks, Bon Jovi, Shania Twain, Taylor Swift, AC/DC, Paul McCartney, Kenny Chesney, Dave Matthews Band, Carrie Underwood, Aerosmith, Poison, 'N Sync, Neil Diamond, Billy Joel, Kiss, Beach Boys, Faith Hill, Bryan Adams, Ozzy Osbourne, Luke Bryan, Pink, Reba McEntire, Dixie Chicks, Lady Antebellum, Bruce Springsteen, Tim McGraw, Def Leppard, Metallica, Prince, Justin Timberlake, e muitos outros. O Fargodome também é capaz de sediar eventos no gelo, como o Disney on Ice.
O teatro do Fargodome, Gate City Bank, é lar de produções teatrais, produzidas localmente e itinerantes.
O edifício foi originalmente planejado para ser feito aos moldes do Tacoma Dome, e ter um telhado inflável. No entanto, com o desenrolar do design, decidiu-se ter um telhado rígido e fixo, embora o nome Dome (domo) tenha permanecido.